# Locomotive SNF 1-2
Le locomotive 1 ÷ 2 della Società di Navigazione e Ferrovie pel Lago di Lugano (SNF) erano un gruppo di piccole locotender a vapore, a scartamento ridotto di 850 mm, che la SNF ordinò alla Maschinenfabrik Esslingen per l'utilizzo sulle sue linee Menaggio-Porlezza e Ponte Tresa-Luino.

## Storia
Le due macchine vennero costruite nel 1883 dalla Maschinenfabrik Esslingen, e probabilmente assegnate ognuna ad una delle due linee sociali (Menaggio-Porlezza e Ponte Tresa-Luino), in ausilio alle più grandi e potenti 3 ÷ 6; con la cessione della Ponte Tresa-Luino alla SVIE, che nel 1924 ricostruì la linea mutandone lo scartamento, entrambe le unità passarono sulla Menaggio-Porlezza, dove furono utilizzate fino alla cessazione dell'esercizio nel 1939.
Le due locomotive furono battezzate con i nomi di Stefano Franscini (la 1) e G.B. Pioda (la 2).